# 女人树

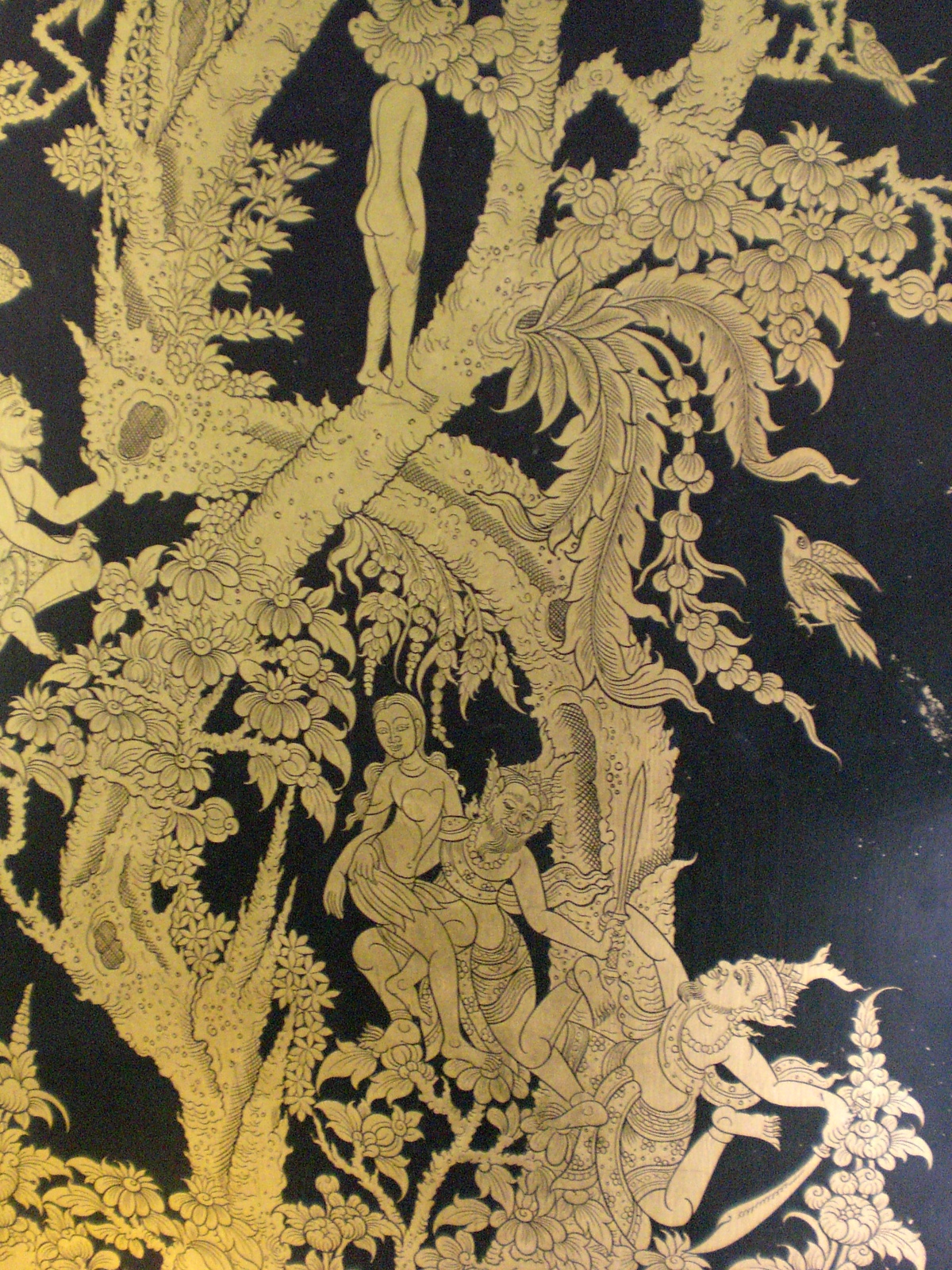
佛统大塔寺的金水漏印创作

女人树是泰国佛教神话中的一棵树，它以年轻女性的形态结出果实。头顶从树枝上长出。这棵树生长在Himaphan，一个神话般的森林，那里的女人果被乾闼婆享用，他们把水果切开，把他们带走。
女人树也被提及在卫桑塔拉本生，其中因陀罗将这些树放在卫桑塔拉菩萨冥想的树林周围。
在泰国的碧差汶府确实有女人树，但其实是艺术品。